# Damião Vaz d'Almeida
Damião Vaz d'Almeida (Ilha do Príncipe, 28 de abril de 1951) foi Primeiro-Ministro de São Tomé e Príncipe. Assumiu a chefia do governo pelo partido MLSTP-PSD no dia 18 de setembro de 2004. Demitiu-se do cargo em junho de 2005 após vários conflitos com o Presidente Fradique de Menezes.

## Biografia
Antes de se tornar Primeiro-Ministro já tinha ocupado diversos cargos políticos no seu país, principalmente Ministro do Trabalho, da Solidariedade e do Emprego e também foi Presidente do Governo Regional do Príncipe entre 29 de abril de 1995 a 12 de abril de 2002.